# ناحیه الین، شهرستان اوتاوا، اوهایو
شهرستان الین، بخش اوتاوا، اوهایو (به انگلیسی: Allen Township, Ottawa County, Ohio) یک منطقهٔ مسکونی در ایالات متحده آمریکا است که در اوهایو واقع شده‌است.

## خصوصیات
شهرستان الین ۶۵٫۴ کیلومترمربع مساحت و ۳٬۵۹۱ نفر جمعیت دارد و ۱۸۴ متر بالاتر از سطح دریا واقع شده‌است.